# Hansa-Brandenburg D.I
L'Hansa-Brandenburg D.I, designazione aziendale Typ KD, fu un caccia monoposto biplano progettato dall'azienda tedesco imperiale Hansa und Brandenburgischen Flugzeugwerke GmbH e prodotto, dalla stessa e dall'austro-ungarica Phönix Flugzeugwerke AG, negli anni dieci del XX secolo.
Venne utilizzato dal k.u.k. Luftfahrtruppen, l'aeronautica militare austro-ungarica, durante le prime fasi della prima guerra mondiale.

## Storia del progetto
Nel 1916 la kaiserliche und königliche Luftfahrtruppen emise una specifica per la fornitura di un aereo da caccia per equipaggiare i propri reparti. Alla richiesta rispose la Hansa und Brandenburgische Flugzeug-Werke che affidò il progetto all'allora direttore dell'ufficio tecnico Ernst Heinkel.
Heinkel disegnò il KD (Kampf Doppeldecker), un velivolo dalla costruzione convenzionale con struttura in legno ricoperta da pannelli in compensato per la fusoliera e in tela per le ali, ma con una particolare struttura di collegamento tra l'ala superiore e quella inferiore. Invece di adottare una o più coppie di montanti utilizzò un'insolita struttura realizzata collegando quattro sottostrutture a V realizzate in tubi d'acciaio saldati, collegate tra loro al centro dello spazio tra le due semiali a formare una "stella". Questa soluzione però pur offrendo una maggiore robustezza rispetto ai tiranti in cavetto d'acciaio, aumentava la massa del velivolo al punto da limitare fortemente la velocità di salita.
Il KD era dotato di una fusoliera sviluppata in altezza, caratteristica che si rivelò negativa per la ridotta visibilità anteriore offerta al pilota, e che tendeva a far perdere d'efficacia aerodinamica il piccolo timone posizionato in coda, dando scarsa stabilità laterale e rendendo il recupero da una caduta in vite estremamente difficile. Come armamento venne adottata una singola mitragliatrice Schwarzlose che, a causa della congenita difficoltà nella sincronizzazione, venne inserita in una carenatura e montata sul dorso dell'ala superiore, sparando sopra l'elica.
Nonostante i problemi, la carenza di velivoli giustificò l'emissione di un contratto di fornitura da parte del governo austro-ungarico, assegnando al modello la designazione D.I. La linea di produzione venne inizialmente installata in Germania, dove vennero realizzati i primi 50 esemplari equipaggiato con motore Austro-Daimler da 160 PS (118 kW), venne in seguito trasferita a Vienna, presso gli stabilimenti Phönix Flugzeugwerke, dove vennero prodotti altri 72 esemplari su licenza equipaggiandoli con motori Austro-Daimler da 185 PS (138 kW). Una prevista licenza di produzione per la Ungarische Flugzeugfabrik di Budapest non si concretizzò.
Dal KD venne sviluppata in seguito la variante idrocaccia Hansa-Brandenburg KDW.

## Impiego operativo
Il D.I entrò in servizio nell'autunno 1916. La sua insolita struttura interalare generò tra gli avversari il soprannome "Starstrutter" o "Spider" ("ragno"), mentre la sua difficoltà nel volo gli resero un soprannome meno simpatico, "the Coffin" (la bara). Il D.I fu il caccia standard della k.u.k.LFT fino alla metà del 1917, utilizzato da molti assi austro-ungarici come Godwin Brumowski (23 vittorie), Frank Linke-Crawford (12 vittorie), Benno Fiala von Fernbrugg (8 vittorie), Julius Arigi (5 vittorie), Johann Risztics (5 vittorie) e Raoul Stojsavljevic (4 vittorie). 
Sul fronte italiano nel maggio-giugno 1917 erano in linea i seguenti esemplari: 2 nella Flik 12, 3 nella Flik 16, 2 nella Flik 23, 1 nella Flik 24, 1 nella Flik 34, 7 nella FliK 41J, 8 nella Flik 42J e 4 nella Fluggeschwader I (FlG I) di Divaccia.
Alcuni esemplari costruiti dalla Phönix rimasero operativi fino al termine del conflitto, utilizzati per breve tempo dalle forze armate della Repubblica dell'Austria tedesca (Republik Deutschösterreich), per combattere gli attacchi da parte delle truppe del neofondato Regno dei Serbi, Croati e Sloveni a Klagenfurt in Carinzia.

## Utilizzatori
Austria-Ungheria
- k.u.k. Luftfahrtruppen

 Repubblica dell'Austria tedesca